# Dīv Kalān
Dīv Kalān (persiska: دِه كَلان, ديو كلان, Deh Kalān) är en ort i Iran.   Den ligger i provinsen Mazandaran, i den norra delen av landet, 140 km öster om huvudstaden Teheran. Dīv Kalān ligger 385 meter över havet och antalet invånare är 210.
Terrängen runt Dīv Kalān är kuperad.Runt Dīv Kalān är det ganska glesbefolkat, med 34 invånare per kvadratkilometer. Närmaste större samhälle är Kārī Kolā, 6,7 km väster om Dīv Kalān. I omgivningarna runt Dīv Kalān växer i huvudsak blandskog.